# Čongmjo
Čongmjo (korejsky: 종묘) je konfucianská svatyně zasvěcená vzpomínkovým obřadům za zemřelé krále a královny korejské dynastie Čoson. Nachází se v Soulu, jižně od paláce Čchangdokkung a je obklopena rozlehlým parkem. V roce 1995 byla svatyně Čongmjo zapsána na Seznam světového dědictví UNESCO. Podle něj je svatyně nejstarší dochovanou královskou konfuciánskou svatyní a zdejší rituální obřady pokračují v tradici založené už ve 14. století. Podobné svatyně existovaly během existence Tří království Koreje, ale jen svatyně čosŏnských vládců se dochovaly.

## Fotogalerie

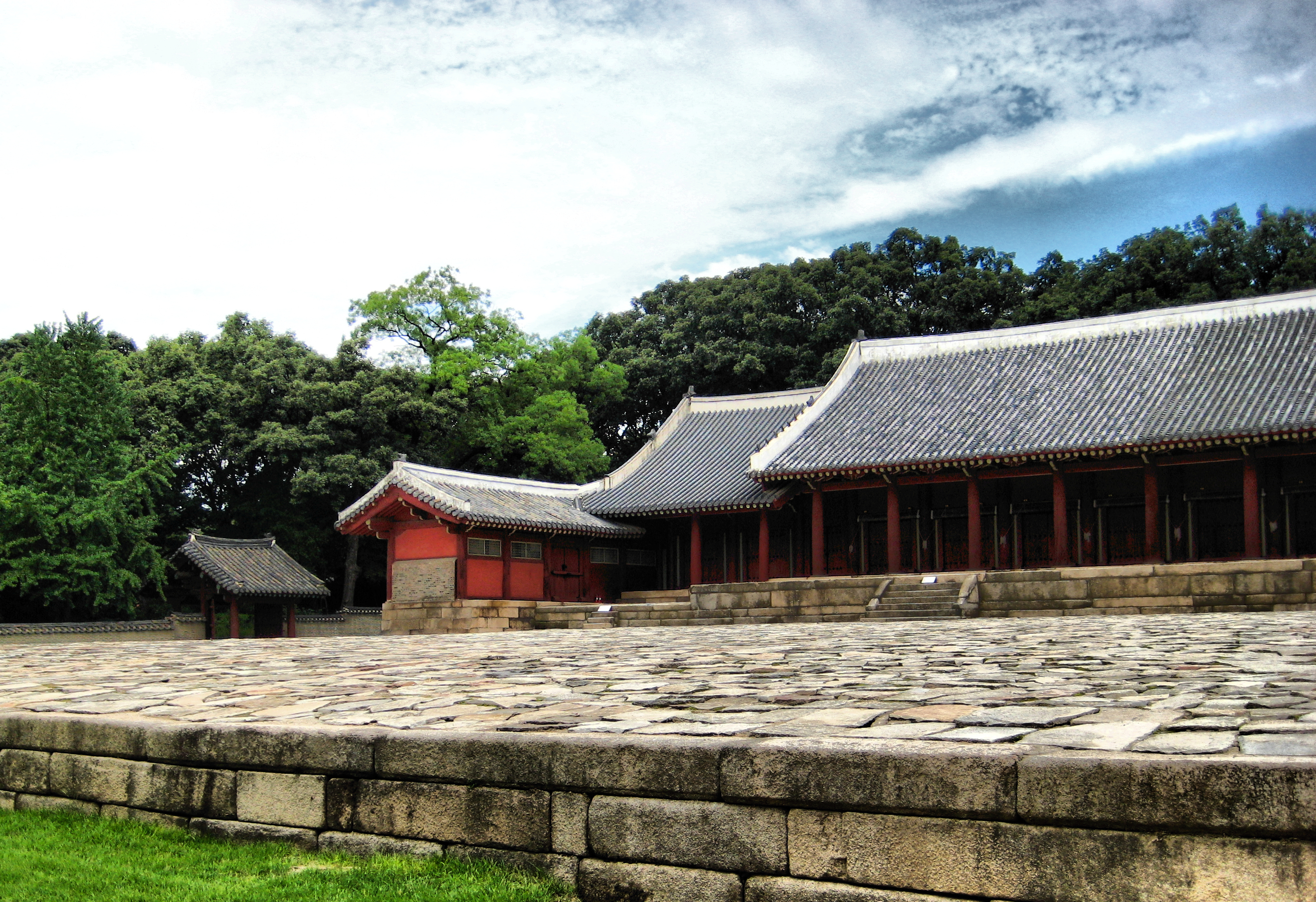
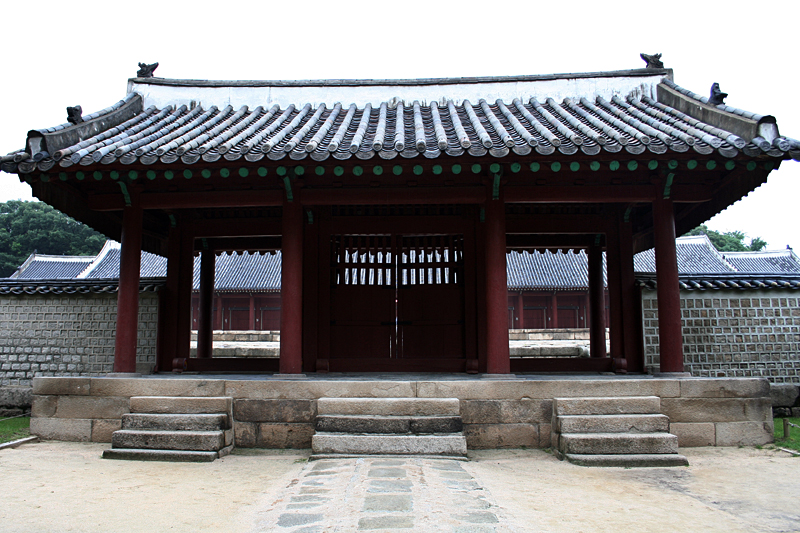
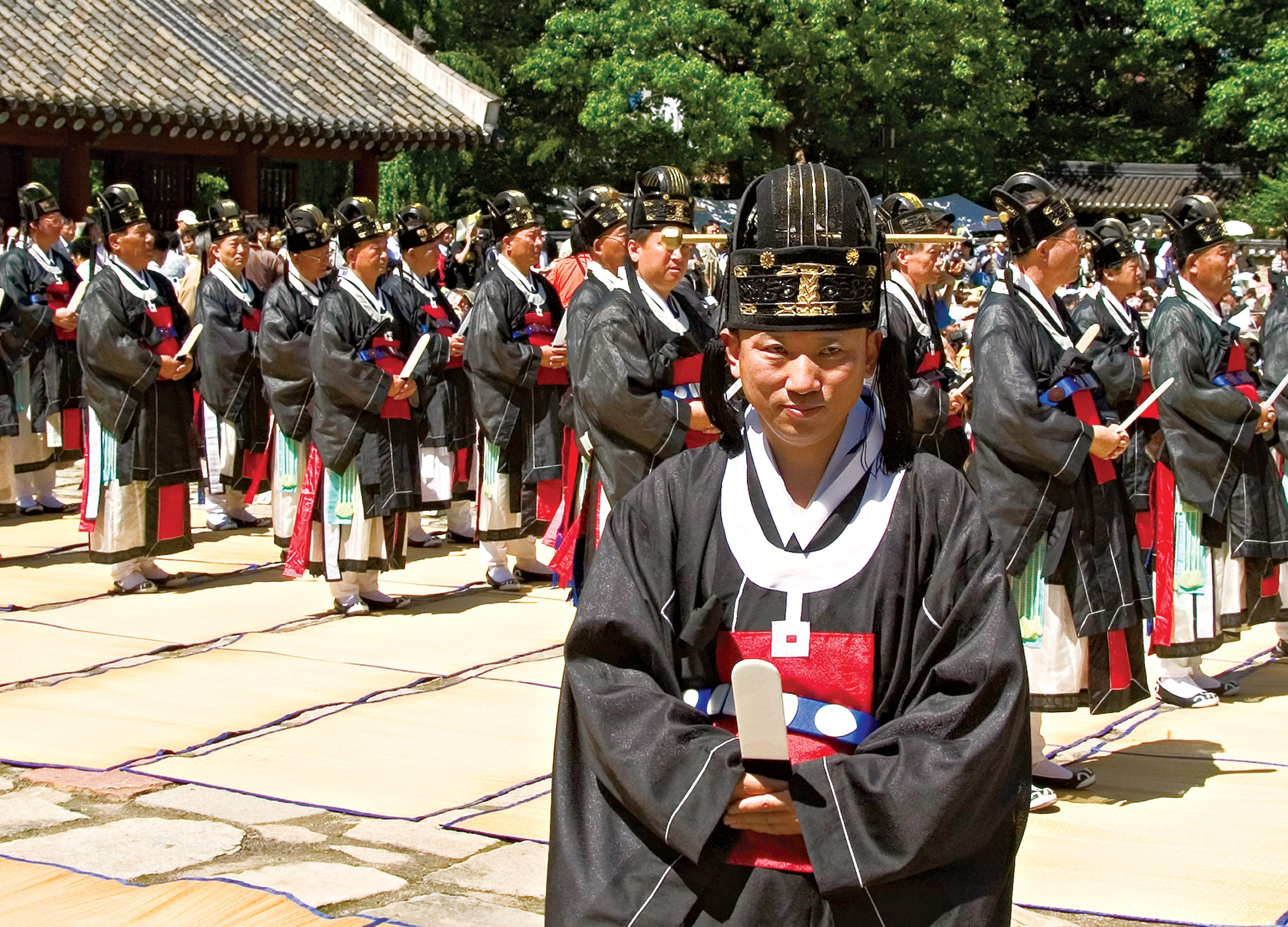
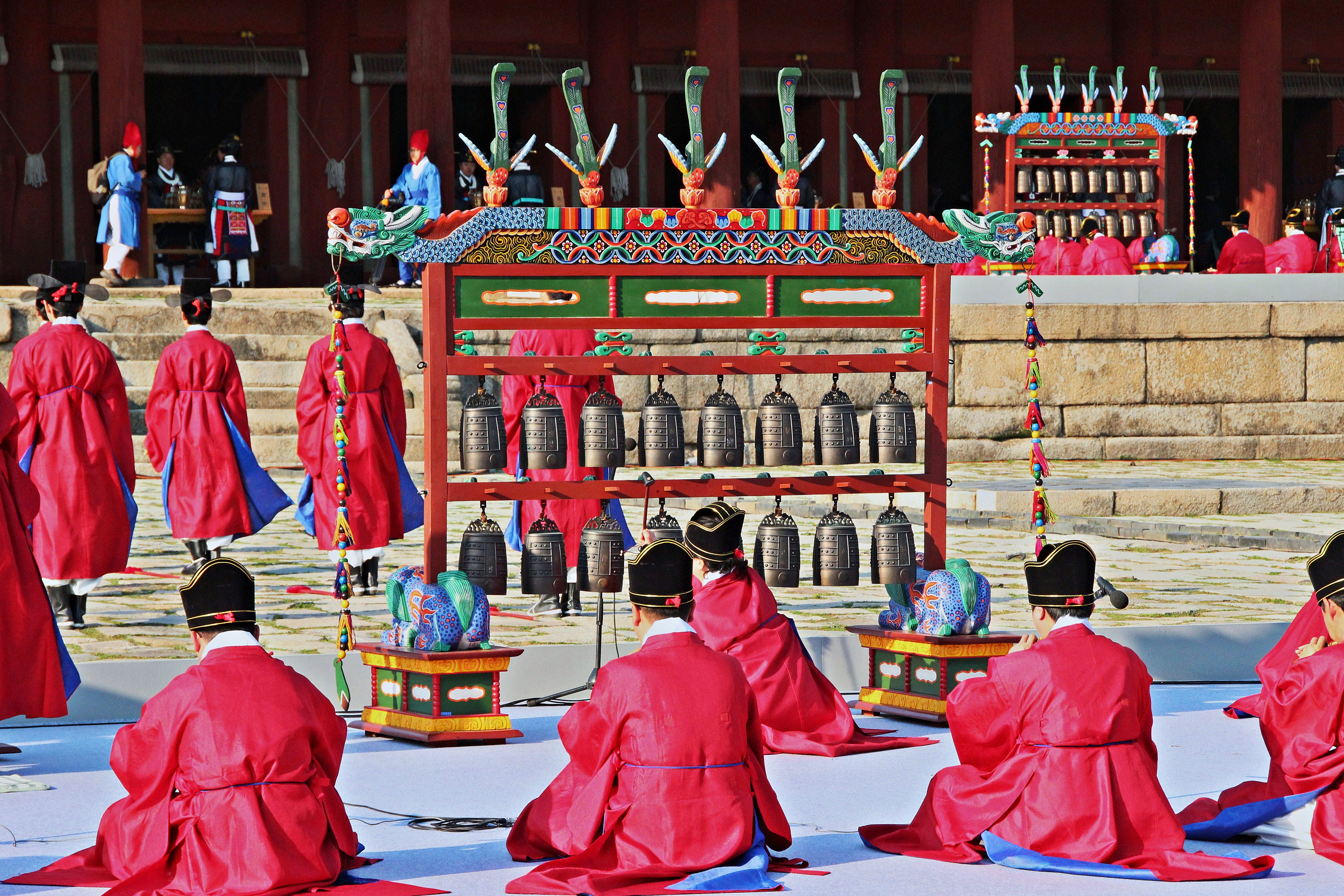